# سفارة السويد في كمبوديا
سفارة السويد في كمبوديا هي أرفع تمثيل دبلوماسي لدولة السويد لدى كمبوديا. تقع السفارة في بنوم بنه وهي تهدف لتعزيز المصالح السويدية في كمبوديا.

## وصلات خارجية
- قائمة سفارات السويد
- قائمة السفارات في كمبوديا